# Mattia Dolcetto
Mattia Dolcetto (Rovigo, 1º agosto 1978) è un ex rugbista a 15 e allenatore di rugby a 15 italiano, in carriera attivo nel ruolo di tre quarti ala di Rovigo, Viadana e L’Aquila.

## Biografia
Mattia nasce a Rovigo, in Italia.
Dopo essersi formato rugbisticamente nel club cittadino, esordisce in prima squadra a cavallo tra gli anni novanta e i duemila.
Nel 2001 passa al Viadana, con cui disputa il neonato Super 10, vincendo lo scudetto alla stagione d'esordio marcando una meta in finale di campionato.
Nel 2002-03 si aggiudica la Coppa Italia, prima di passare a L’Aquila per due stagioni. Nel 2005-06 torna al Rovigo per chiudere la carriera professionistica.
Tra Rovigo, Viadana e L'Aquila colleziona 30 presenze e sette marcature tra Heineken Cup, Challenge Cup ed European Shield.
A livello internazionale veste le maglie della Nazionale Under-17, Under-19 ed Under-21 e viene più volte convocato con l'Italia A.

### Carriera da allenatore
Dal 2008 tecnico FIR, è stato responsabile tecnico dei centri di formazione permanenti di Rovigo, Padova, Remedello e Treviso; nel 2016 allenatore dell'Italia Emergenti e della Nazionale italiana Under-18 per cinque stagioni dal 2015.
Dal 2020 è il responsabile tecnico dell'Accademia Nazionale “Ivan Francescato” ed assistente allenatore dell'Italia Under-20.

## Palmarès
- Campionati italiani: 1
Viadana: 2001-02
- Coppe Italia: 1
Viadana: 2002-03